# Äußere Neustadt

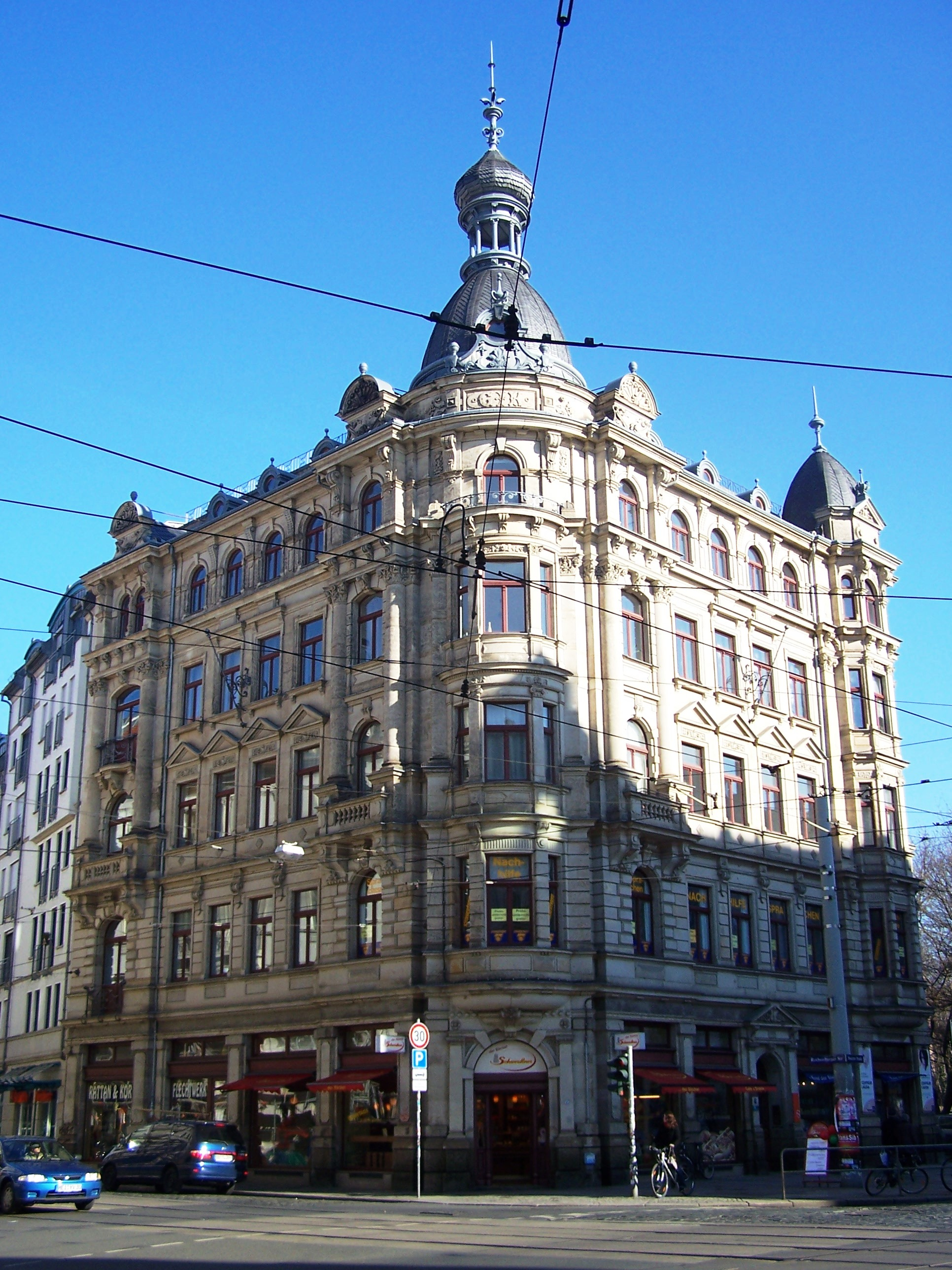
Bautzner Str./Ecke Rothenburger Straße

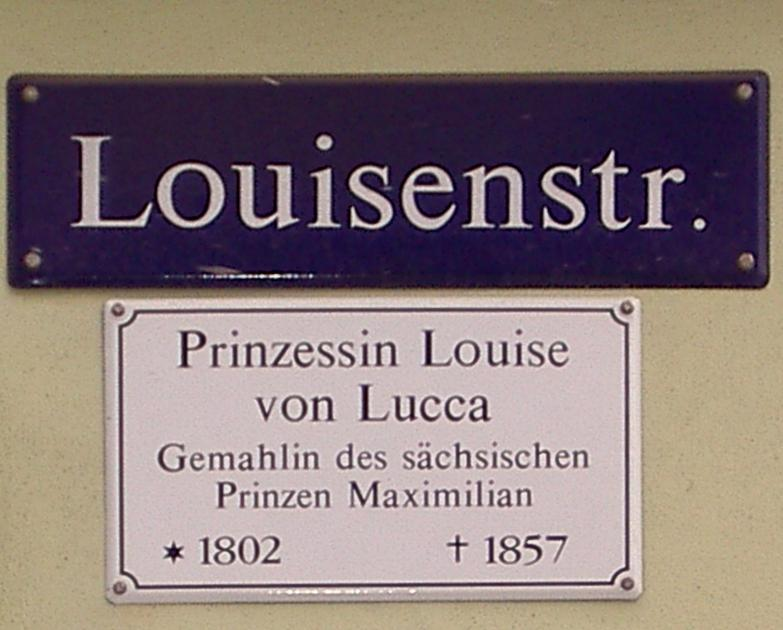
Kurzbiografisches Straßenschild der Louisenstraße

Die Äußere Neustadt, auch bekannt als Antonstadt (nach dem sächsischen König Anton), ist ein Stadtteil von Dresden und umfasst denjenigen Teil der Neustadt, der außerhalb der Mauern des ehemaligen Altendresden (der jetzigen Inneren Neustadt) lag. Da das Gebiet, auf dem die Antonstadt gegründet wurde, unbebaut an Dresden ging, gehört die Äußere Neustadt zu den historischen Dresdner Vorstädten. Das Gründerzeitviertel gilt heute als Szeneviertel Dresdens.

## Lage
Der Stadtteil wird im Süden von der Bautzner Straße und dem Albertplatz, sowie im Westen von der Dr.-Friedrich-Wolf-Str./Dammweg (vom Schlesischen Platz bis zur Stauffenbergallee) begrenzt. Im Norden begrenzen der Bischofsweg beziehungsweise der oft auch als Alaunpark bezeichnete Alaunplatz, und im Osten die Prießnitz die Äußere Neustadt. Jedoch ist das nur die offizielle Abgrenzung: Für viele Anwohner erstreckt sich der Stadtteil bis zum Hechtviertel, welches aber eigentlich zur Leipziger Vorstadt gehört. Weitere historische Namen für die Äußere Neustadt sind Scheunenhöfe und Auf dem Sande. Die Äußere Neustadt liegt in der Gemarkung Neustadt.

## Nachbarstadtteile
|                    | Albertstadt                                 |                     |
| Leipziger Vorstadt | Kompassrose, die auf Nachbargemeinden zeigt | Radeberger Vorstadt |
|                    | Innere Neustadt                             |                     |

## Geschichte
Im Jahr 1701 wurde das Gebiet zur Bebauung freigegeben, bis dahin gab es nur wenige Straßen durch das ehemalige Waldgebiet. 1745 wurde das Gelände dann in Parzellen aufgeteilt und die meisten noch heute existierenden Straßen angelegt. In dieser Zeit (1751) wurde auch der heute in Sachsen älteste Jüdische Friedhof angelegt.
Eine der ältesten Straßen ist die Louisenstraße, die die Antonstadt ostwestlich durchquert. 1797 wird sie als Badegasse erwähnt, später als Schulgasse (benannt nach dem ehemaligen Schul- und Waisenhaus in der jetzigen Nr. 59). Sie wurde 1839 nach Prinzessin Louise von Lucca benannt, der jungen Gemahlin des vormaligen Kronprinzen Maximilian von Sachsen.
Nach und nach entstanden die ersten Betriebe. Unter anderem eine Gießerei, eine Zichorienfabrik und eine Alaunfluss-Siederei. Nach dieser wurde die Alaunstraße benannt. Eine der bedeutendsten Firmen errichteten 1823 die Geschäftsleute Gottfried Jordan und August Friedrich Timaeus, die Chocolade- und Cichorienfabrik Jordan & Timaeus zwischen der heutigen Timaeus- und Jordanstraße.
Zum Ende des 19. Jahrhunderts erlebte das Viertel einen regelrechten Boom, viele der heute charakteristischen Häuser sind in dieser Zeit entstanden. Es gehört in der Gegenwart (auch da es bei den Luftangriffen auf Dresden kaum getroffen wurde) zu den größten Stadtgebieten mit geschlossener „Gründerzeitbebauung“ in Deutschland.
Im Jahr 1917 bezogen die aus dem Laboratorium Leo des Apothekers Ottomar von Mayenburg hervorgegangenen Leowerke ihre Räume an der Katharinenstraße 4, um dort die Chlorodont-Zahnpasta zu produzieren. Schnell wurde die Fabrik die Zentrale für ein weltweit operierendes und produzierendes Unternehmen. Das Nachfolgeunternehmen Dental Kosmetik GmbH & Co. KG Dresden befindet sich dort noch heute.
In der Louisenstraße 13 befand sich der 1899 gegründete Hannes Kästner Versand (H.K. Versand), das wohl bekannteste Versandhaus der DDR. Man verschickte diskret an 30.000 Kunden Kondome (Marke „Mondos“), Hygieneartikel und Kosmetika.
Seit 1990 findet im Szeneviertel der Äußeren Neustadt jährlich das Stadtteilfest Bunte Republik Neustadt statt, das sich mit über 100.000 Besuchern zum größten Stadtteilfest Ostdeutschlands entwickelt hat.
Ganzjährig zeugen die vielen bemalten Hausfassaden und das pulsierende Nachtleben von der Entwicklung seit der „Wende“.

## Sehenswürdigkeiten

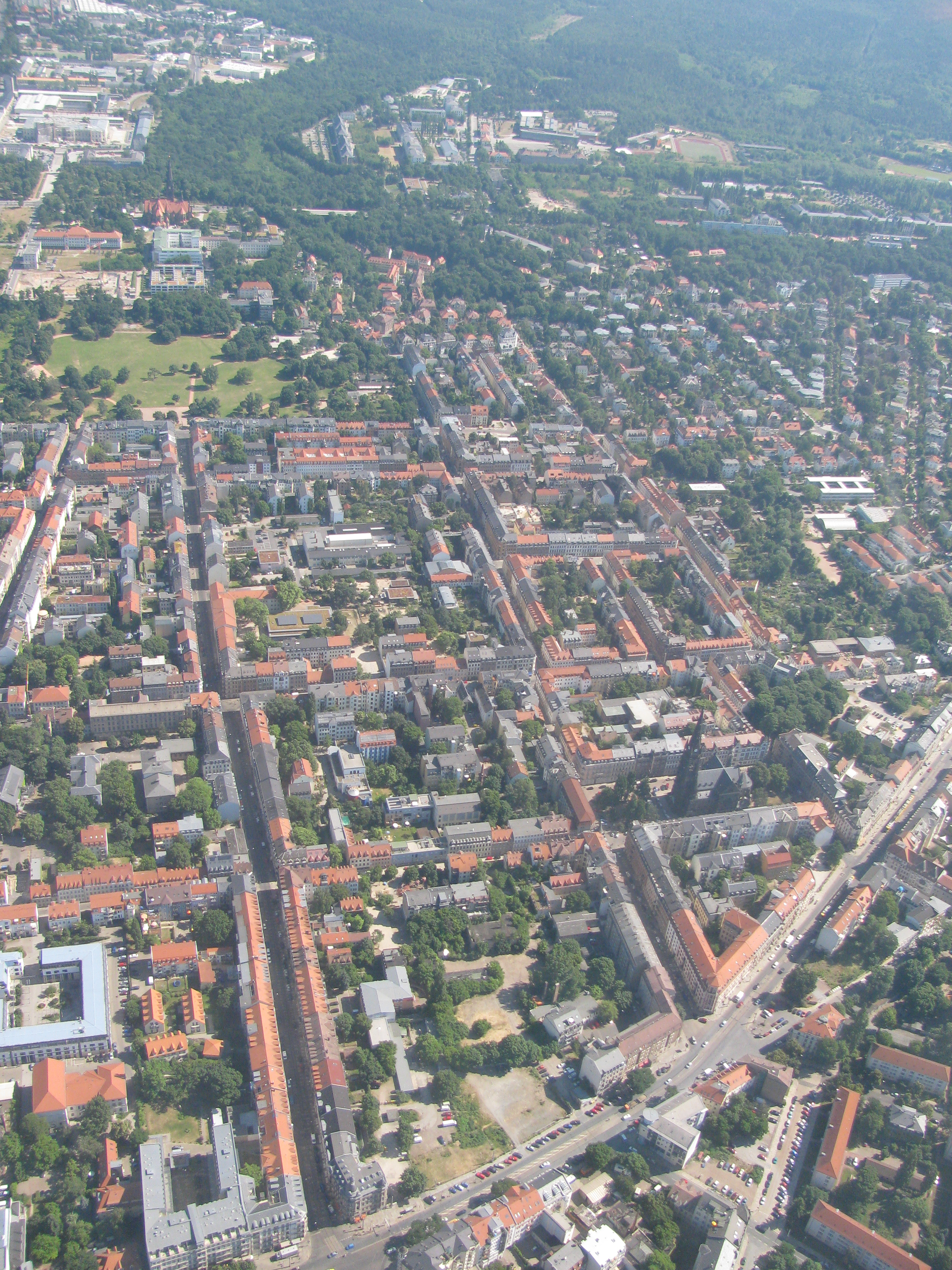
Luftbild Äußere Neustadt Dresden, Juni 2010

Am Martin-Luther-Platz steht die Martin-Luther-Kirche. Diese wurde von 1883 bis 1887 erbaut und zählt zu den Kirchbauten des Historismus in Dresden. Ihr 81 Meter hoher Turm ist eine markante Landmarke der Äußeren Neustadt.
Zur Wasserversorgung der Äußeren Neustadt wurde am Albertplatz ein 240 Meter tiefer Brunnen gebohrt, der wasserführende, gespannte Schichten mit ausreichend Wasserdruck zum Aufstieg des Wassers erreicht. Der Brunnen nutzt die geografische Besonderheit der Verlorenen Wasser, die in den höheren Lagen des Dresdner Nordens versickern. Hans Erlwein setzte auf diese Bohrung 1906 den Artesischen Brunnen am Albertplatz, versetzt auf die andere Seite der Königsbrücker Straße, auf. Da das Wasser eine konstante Temperatur von 13 °C hat, wird der Brunnen – im Gegensatz zu den beiden Hauptbrunnen auf dem Albertplatz, „Stille Wasser“ und „Stürmische Wogen“ – ganzjährig betrieben.
Pfunds Molkerei, der Hauptsitz der verteilten Molkerei, gehört zu den touristischen Sehenswürdigkeiten Dresdens. Bekannt ist vor allem der Milchladen der Molkerei an der Bautzner Straße. Der historistische Laden entstand 1891 und wurde innen mit künstlerisch, im Stil der Neorenaissance gestalteten Fliesen von Villeroy & Boch ausgestattet.
Der Alte Jüdische Friedhof Dresdens liegt an der Pulsnitzer Straße in der Nähe des Martin-Luther-Platzes. Im Jahr 1751 angelegt, gilt er als der älteste jüdische Friedhof in Sachsen. Ursprünglich vor den Stadttoren gelegen, hat ihn die Äußere Neustadt in der gründerzeitlichen Bauphase vollständig umschlossen. 1869 wurde für die jüdische Bevölkerung der Neue Jüdische Friedhof in Johannstadt angelegt.

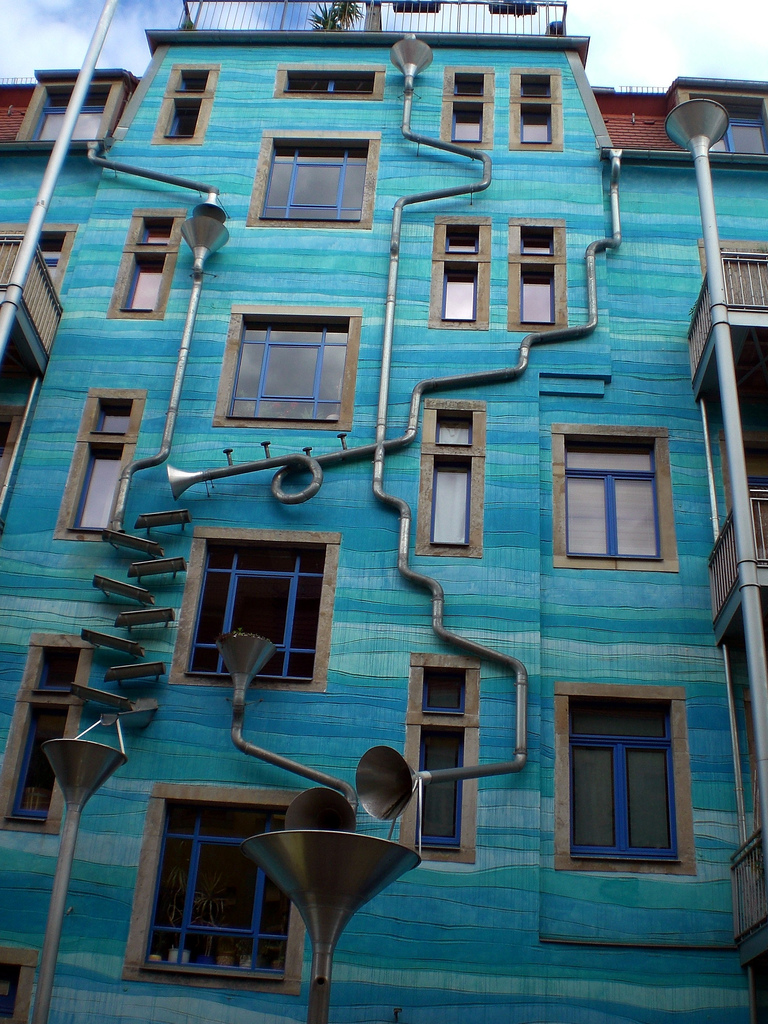
Auffällig gestaltetes Haus in der Kunsthofpassage

Die Kunsthofpassage an der Görlitzer Straße ist ein Komplex von Häusern, deren fünf Innenhöfe künstlerisch gestaltet wurden. Die Passage enthält kleine Geschäfte wie Ateliers und Buchläden sowie Kneipen und Cafés. Unweit davon befindet sich das Thalia, ein ehemaliges Theater und jetziges Programmkino. In der parallelen Alaunstraße befand sich an der Ecke Böhmische Straße mit dem „Palast-Theater“ ein Dresdner Kino der Zwischenkriegszeit.
Das Nordbad an der Louisenstraße wurde 1895 eröffnet. Es ist das einzige historische Hallenbad in Dresden, das, nach einer zwischenzeitlichen Stilllegung von 1974 bis 1992, noch betrieben wird. Es hat ein 8 mal 16 Meter großes Becken.
Eine weitere Sehenswürdigkeit ist der Kinderbauernhof Panama auf der Görlitzer Straße.
Die Kulturmeile Kamenzer Straße mit ihren zahlreichen Galerien, Werkstätten und dem 1873 erbauten Orpheum-Ballsaal führt direkt in die Dresdner Heide. Auch auf der Prießnitzstraße befinden sich viele Ateliers, Galerien und Veranstaltungsorte. Beispiele sind die von Lutz Fleischer gegründete Blaue Fabrik, die galerie drei der Dresdner Sezession 89 und das Travestie-Revue-Theater Carte Blanche.
Trotz oder gerade wegen der heute unter Denkmalschutz stehenden geschlossenen Gründerzeitbebauung haben sich in der Äußeren Neustadt über 250 Kneipen, Restaurants, Hostels und einige wenige Hotels in hoher Dichte angesiedelt; das Nachtleben (ohne Sperrstunde, und seit Juni 2016 wieder mit uneingeschränktem Alkoholverkauf) zählt zu den lebendigsten in ganz Deutschland. Die Einwohnerzahlen der Äußeren Neustadt lagen 1990 und 2000 um 11.500 und stiegen bis 2012 auf 17.300, bis zum Jahr 2035 wird ein weiterer Zuwachs um 1000 Einwohner prognostiziert.
Ein unter Denkmalschutz stehendes Haus ist zum Beispiel das Doppelhaus Katharinenstraße 14/16.

## Verkehr

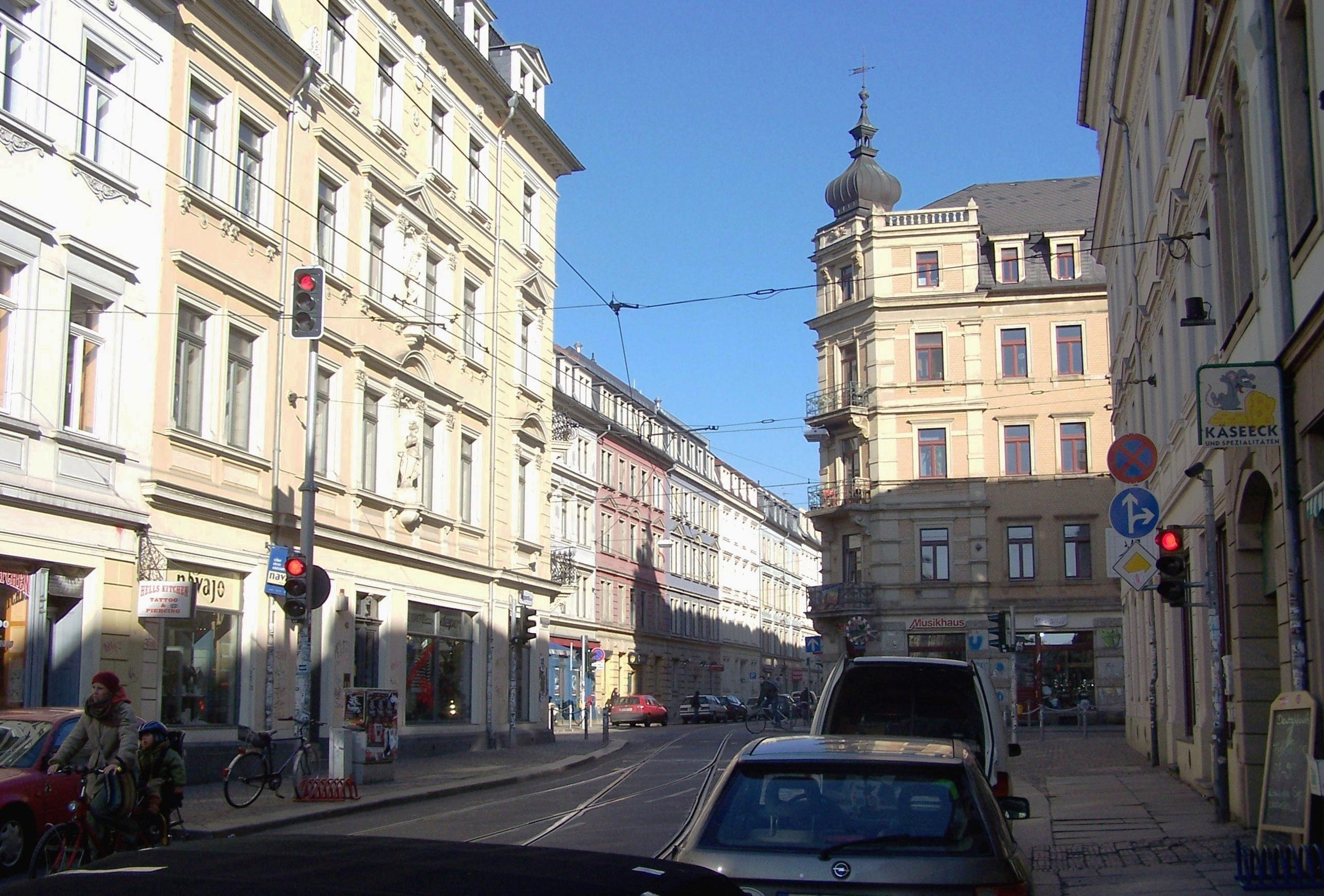
Kreuzung Rothenburger/Louisenstraße, an der die Straße für eine zweigleisige Straßenbahnstrecke zu schmal ist

Durch und am Rand der Äußeren Neustadt verlaufen zwei der Dresdner Verkehrsachsen. Im Süden wird der Stadtteil von Antonstraße und Bautzner Straße, die als Bundesstraße 6 Durchgangsverkehr tragen, begrenzt. Auf der Königsbrücker Straße im Westen des Stadtteils verläuft die Bundesstraße 97. Der Albertplatz als deren Kreuzungspunkt befindet sich direkt südlich der Stadtteilgrenze in der Inneren Neustadt. Viele Nebenstraßen im Stadtteil bilden Tempo-30-Zonen. Die wichtigsten dieser Straßen sind die Alaun- und die Louisenstraße, auf denen sich die meisten gastronomischen Einrichtungen und Läden befinden.
Auf den beiden Verkehrsachsen verlaufen die Straßenbahnlinien 3, 6, 7, 8 und 11 zum Neustädter Straßenbahnknoten am Albertplatz. Die Linie 13 der Dresdner Verkehrsbetriebe umgeht diesen und verläuft zwischen Bischofsplatz und der Hoyerswerdaer Straße mitten durch das Szeneviertel. Auf der Görlitzer Straße befindet sich auf Grund des Platzmangels einer der wenigen eingleisigen Abschnitte im Dresdner Netz.
An der westlichen Grenze der Äußeren Neustadt befindet sich der Bahnhof Dresden-Neustadt, auf dem neben dem Eisenbahnnah- und -fernverkehr, die S-Bahn-Linien S 1, S 2 und S 8 halten. Zusätzlich ging im März 2016 der S-Bahnhof Bischofsplatz (S1 Meißen–Schöna) in Betrieb, der dank direkter Anbindung an die Linie 13 und seiner Lage in der Leipziger Vorstadt direkt an der Grenze zur Äußeren Neustadt eine schnelle Verbindung direkt in das Szeneviertel sowie das Stadtzentrum ermöglicht.

## Sonstiges
Der Schriftsteller Erich Kästner wurde am 23. Februar 1899 in der Neustadt geboren. In seinen 1957 veröffentlichten Kindheitserinnerungen Als ich ein kleiner Junge war beschreibt Kästner seine Kindheitserlebnisse. An seinem Geburtshaus, der Königsbrücker Straße 66, erinnert seit 1981 eine Gedenktafel an Kästner. Später zog die Familie entlang der Königsbrücker Straße in die 48 und schließlich in die 38. Oft besuchte Kästner seinen Onkel Augustin, der eine Villa am Albertplatz besaß, und beobachtete auf der Mauer sitzend das bunte Treiben auf dem Albertplatz. Auf der Mauer sitzt heute eine Bronze-Statue des Schriftstellers, und die Augustin-Villa beherbergt das Erich Kästner Museum. Ein weiteres Kästner-Denkmal befindet sich auf der gegenüberliegenden Seite des Albertplatzes.